# レッスルマニア34
レッスルマニア34（WrestleMania 34）はWWEが主催するペイ・パー・ビューイベント、かつ年間最大で世界最大のプロレスイベントレッスルマニアの第34回大会。2018年4月8日にニューオーリンズのメルセデス・ベンツ・スーパードームで開催された。

## 概要
開催地は2017年1月9日のRAWで発表。本興行はRAWとスマックダウンの合同であり、WWEの旗艦イベント。ニューオーリンズでの開催は2014年のレッスルマニアXXX以来4年ぶり。メインイベントである挑戦者決定戦は2018年1月のロイヤルランブルで決定。優勝した中邑真輔がAJスタイルズとのWWE王座挑戦権を獲得した。PPVファストレーンでAJスタイルズが王座防衛したことにより新日本プロレスの東京ドーム以来の対戦が実現する。。
女子ではアスカが挑戦権を獲得。PPVファストレーンでシャーロット・フレアーの王座防衛後に登場しスマックダウン女子王座挑戦を選択した。

## 大会後

### SmackDown
スタイルズと中邑はその後グレイテスト・ロイヤルランブルで再戦が決まった。一方女子王座防衛に成功したシャーロットはアイコニックスに襲撃され、その直後カーメラがマネー・イン・ザ・バンクのキャッシュインを行使。結局カーメラのスーパーキックでカーメラがスマックダウン女子新王者となった。

## 結果
| No.                                                                             | 結果 | 試合形式                                                         | 時間  |
| ------------------------------------------------------------------------------- | --- | ---------------------------------------------------------------- | ----- |
| 1P                                                                              | マット・ハーディーがバロン・コービンを最後に脱落し勝利                                                                                                | 30人によるアンドレ・ザ・ジャイアント・メモリアル・バトルロイヤル | 15:45 |
| 2P                                                                              | セドリック・アレクサンダー defeated ムスタファ・アリ                                                                                                  | WWE・クルーザー級王座決定トーナメント優勝決定戦                  | 12:20 |
| 3P                                                                              | ナオミがベイリーを最後に脱落し勝利 | 20人女子バトルロイヤル                                           | 9:50  |
| 4                                                                               | セス・ロリンズ defeated ザ・ミズ (c) and フィン・ベイラー                                                                                             | トリプルスレット形式WWEインターコンチネンタル選手権試合          | 15:30 |
| 5                                                                               | シャーロット (c) defeated アスカ by submission | WWE・スマックダウン女子選手権試合                                | 13:05 |
| 6                                                                               | ジンダー・マハル (with スニル・シン) defeated ランディ・オートン (c), ボビー・ルード, and ルセフ (with エイデン・イングリッシュ)                      | 4WAY形式WWE US選手権試合                                         | 8:15  |
| 7                                                                               | カート・アングル and ロンダ・ラウジー defeated トリプルH and ステファニー・マクマホン by submission                                                   | 男女混合タッグチームマッチ                                       | 20:40 |
| 8                                                                               | ブラジオン・ブラザーズ (Harper and Rowan) defeated ウーソズ (Jey Uso and Jimmy Uso) (c) and The New Day (Big E and Kofi Kingston) (with Xavier Woods) | トリプルスレット形式WWE・スマックダウンタッグ選手権試合          | 5:50  |
| 9                                                                               | ジ・アンダーテイカー defeated ジョン・シナ | シングルマッチ                                                   | 2:45  |
| 10                                                                              | ダニエル・ブライアン and シェイン・マクマホン defeated ケビン・オーエンズ&サミ・ゼイン by submission                                                  | タッグチームマッチ                                               | 15:25 |
| 11                                                                              | ナイア・ジャックス defeated アレクサ・ブリス (c) (with ミッキー・ジェームス)                                                                          | WWE・ロウ女子選手権試合                                          | 10:15 |
| 12                                                                              | AJスタイルズ (c) defeated 中邑真輔 | WWE選手権試合                                                    | 20:20 |
| 13                                                                              | ブラウン・ストローマン and Nicholas defeated ザ・バー（セザーロ & シェイマス） (c)                                                                    | WWE・ロウタッグ選手権試合                                        | 4:00  |
| 14                                                                              | ブロック・レスナー (c) (with ポール・ヘイマン) defeated ロマン・レインズ                                                                              | WWEユニバーサル選手権試合                                        | 15:55 |
| - (c) – 試合開始時点でのチャンピオンを指す - P – プレショーで行われた試合を指す | |                                                                  |       |

1. ↑  脱落順: エイデン・イングリッシュ, コナー, カート・ホーキンス, R-Truth, プリモ・コロン, マイク・ケネリス, タイラー・ブリーズ, ビクトル, ザック・ライダー, カール・アンダーソン, ルーク・ギャローズ, アポロ, シェルトン・ベンジャミン, ライノ, ダッシュ・ワイルダー, スコット・ドーソン, ボー・ダラス, カーティス・アクセル, シン・カラ, ファンダンゴ, ヒース・スレイター, チャド・ゲイブル, タイタス・オニール, ゴールダスト, タイ・デリンジャー, ドルフ・ジグラー, ケイン, モジョ・ローリー, バロン・コービン
2. ↑  脱落順: カーメラ, ダナ・ブルック（英語版）, マンディ・ローズ, ソーニャ・デビル（英語版）, カイリ・セイン, ラナ, カビータ・デヴィ（英語版）, タイナラ・コンティ（英語版）, ビアンカ・ブレア, ダコタ・カイ, ベッキー・リンチ, ミッキー・ジェームス, ペイトン・ロイス（英語版）, ナタリア, リブ・モーガン（英語版）, ルビー・ライオット, サラ・ローガン, サーシャ・バンクス, ベイリー